# Pequenos Heróis
Pequenos Heróis é um livro em quadrinhos escrito por Estevão Ribeiro e desenhado por vários artistas (cada um sendo responsável pelos desenhos de uma história diferente), tendo sido lançado em 2010 pela editora Devir. Cada capítulo do livro traz uma história de uma criança que se inspirou em um super-herói da DC Comics. Todas as histórias foram desenvolvidas sem balões de fala. Em 2011, o livro ganhou o Troféu HQ Mix na categoria "melhor publicação infantojuvenil". Em 2013, Pequenos Heróis foi publicado nos Estados Unidos pela editora 215Ink com o título Little Heroes. No mesmo ano, foi lançada no Brasil pela editora Desiderata, o livro Futuros Heróis, que deu continuidade ao projeto original, dessa vez com referências aos super-heróis da Marvel Comics. Em 2015, Pequenos Heróis ganhou uma segunda edição, dessa vez copublicado pelas editoras Aquário (pertencente a Estevão Ribeiro) e Marsupial.